# Stac Pollaidh
Der Stac Pollaidh (im Englischen oft zu Stack Polly verballhornt) ist ein Berg in Schottland. Er ist als Graham und Marilyn eingestuft und liegt in der Council Area Highland auf der Halbinsel Coigach nördlich von Ullapool in der dünn besiedelten Region Wester Ross, Teil der ehemaligen Grafschaft Ross-shire. Sein gälischer Name kann in etwa mit Steiler Fels des Teichs übersetzt werden.

## Beschreibung
Trotz seiner relativ geringen Höhe ragt der Berg markant über seine Umgebung hinaus und ist aufgrund der Aussicht wie auch des kurzen Zustiegs ein beliebtes Ziel für Wanderer. Zu erreichen ist der Stac Pollaidh über eine von der A835 nördlich von Ullapool abzweigende Single track road in Richtung Achiltibuie.
Im Jahr 2004 legte eine Telekommunikationsfirma Pläne für einen Sendemast auf dem Stac Pollaidh vor. Nach heftiger öffentlicher Kritik wurden diese Pläne aufgegeben.

## Aufstieg
Vom Parkplatz nördlich des Loch Lurgainn ist der Zustieg über markierte Pfade in etwa zwei Stunden möglich. Während der Ostgipfel auch für Wanderer gut erreichbar ist, erfordert der etwas höhere Westgipfel Kletterei über die Sandsteinfelsen des Gipfelaufbaus. Der Berg gilt daher als einer der schwierigsten Gipfel des britischen Festlands.

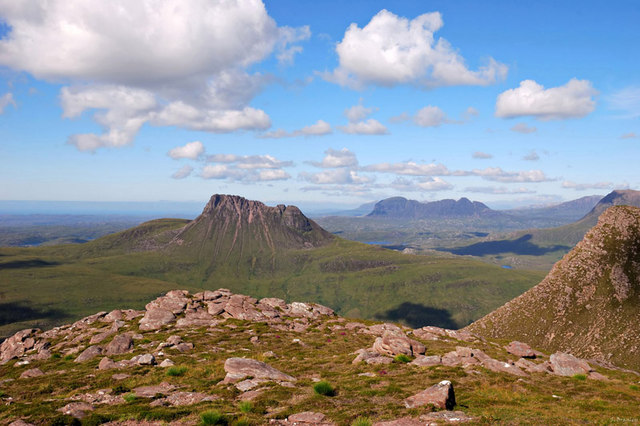
Der Stac Pollaidh von Süden, im Hintergrund rechts der Suilven
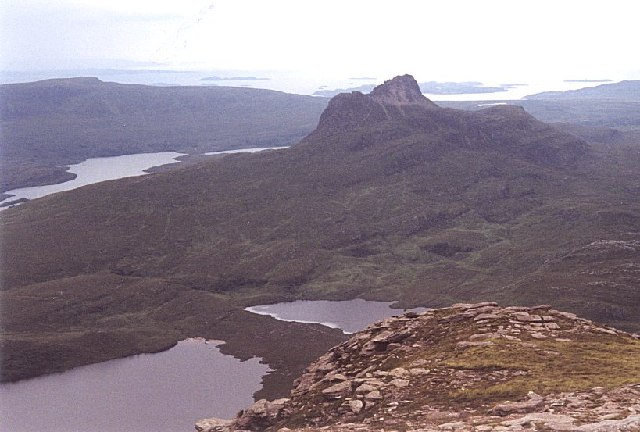
Blick vom östlich benachbarten Cùl Mòr zum Stac Pollaidh
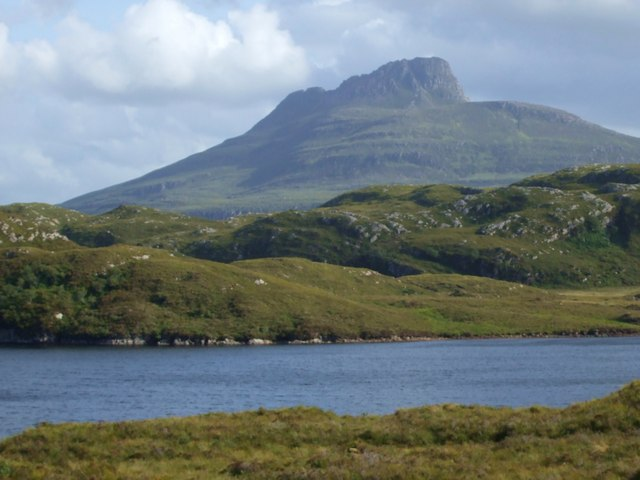
Der Stac Pollaidh von Nordwesten gesehen
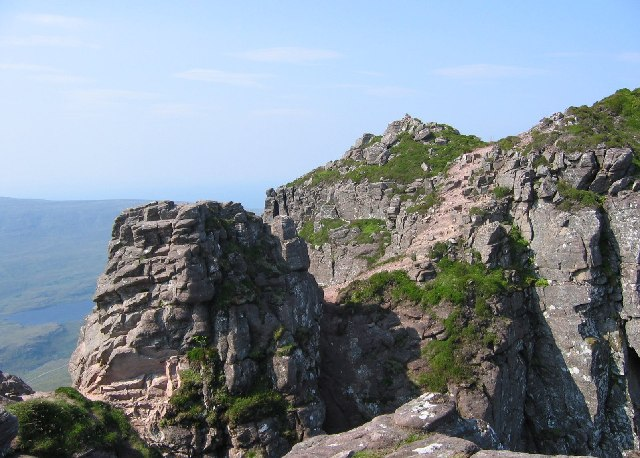
Felsen auf dem Gipfelgrat des Stac Pollaidh